# 예비 보르지기트씨
예비 보르지기트씨 (豫妃 博爾濟吉特氏, 1730년 2월 12일 ~ 1774년 1월 31일)는 준가르잡특 재상 좌령 겐돈(根敦)의 딸이자 건륭제의 비이다.

## 어린 시절
옹정 7년 12월 25일에 태어났다.
건륭 21년 (1756년) 6월 5일, 준가르잡특부의 근돈(根敦)이라는 재상이 오량해에 약탈당해 소속 90여 가구를 이끌고 청나라에 귀순했다. 건륭제는 이 일을 매우 가엾게 여겨 근돈을 좌령으로 삼고, 잠시 그를 단필유목과 함께 살게 하였다. 근돈은 굳이 오지 않아도 되기 때문에 굳이 입경하지 않아도 되었다. 이를 통해 보르지기트씨는 이 날 이후에 궁에 들어간 것으로 보인다.
건륭 22년, 《건륭제~가경년 첨감저서》의 기록을 보면 "6월 20일 경사방 수령 양쌍전전설에 따르면, 새로 들어온 관여자가 있는데 다귀인으로 봉해졌다."라고 써있다. 그 만큼 다귀인의 가문이 청나라에 귀순한 뒤, 내무부 상삼기 포의에 배치된 것을 알 수 있다. 보르지기트씨는 1년에 한번 실시되는 내무부 수녀선발에 궁녀로 차출되어서 궁녀로 살았다. 건륭 23년 《내정상사례》의 기록을 보면 "11월 17일에 다귀인을 새로 봉하고, 산호조주를 한 접시씩 하사하였다"고 기록되어 있다. 그리고 얼마 후, 11월 22일, 한번 더 다귀인에게 물건을 하사하였다고 써있다.
건륭 24년 9월 1일, 다귀인이 희사를 만나 더해진 궁분이 전부였으니, 보르지기트씨가 소산(조산) 혹은 다른 원인으로 유산했음을 알 수 있다. 그해 11월 21일, 다귀인은 빈으로 진봉되었고, 12월 18일에는 정식으로 예빈 책봉례를 하였다. 보르지기트씨는 건륭 26년부터 36년까지 건륭제를 따라 외초록, 열하와 강남순시를 따라다녔다. 보르지기트씨는 원인불명의 소산을 했지만, 건륭제는 그녀를 더욱 아꼈다. 지위뿐만아니라 궁중 생활에서도 많은 사랑을 받았다.

## 말기 생애
건륭 27년 6월 27일, 예빈의 궁녀를 신상재로 봉했고, '수라간발용행문저문서'에는 그해 8월 8일 예빈의 궁녀 한 명이 사망하면서 쌀 일곱 숟가락에서 다섯 숟가락씩 멎었다고 기록돼 있다.
건륭 27년 9월 27일, 《穿戴档》의 기록에 "양심전 후전 동난각에 옛 연근하색춘세면월백리장정을 걸어 예빈을 가상하라"라고 기록되어 있다. 건륭 28년 8월 28일, 예빈은 비로 진봉되었고, 건륭 29년 7월 4일, 정식으로 예비 책봉례를 하였고, 예(豫)는 만주어로 'erke'라고 쓰고, 용기를 뜻한다. 그래서 궁중기록에는 액이극비(額爾克妃)라고도 써있다.
건륭 38년 9월 15일, 황제가 열하를 순행하던 중 예비가 병이 나자, 황제는 사람을 보내 먼저 예비를 귀경시키고, 경성에 머물던 7공주와 황17자에게 미리 전하여 예비를 영접하도록 명하였고, 12월 20일, 보르지기트씨는 베이징에서 45세의 나이로 사망하였다. 신상재가 정안장에 직접 입상하였다. 예비는 건륭제 연간 최초로 가은을 거치지 않고 정식으로 비의 지위에서 사망한 내정의 주위이기 때문에 조정에서는 내무부의 참조를 한 전례가 없다. 조언을 들은 건륭제는 옹정 12년의 영비의 장례의 예를 따를 것을 명했다. 이 밖에도 건륭제는 3일 동안 조정을 중지하고, 황8자 영선, 황12자 영기, 7공주와 7공주의 액부 납왕다이제를 보내 입효하였다. 황6자 질군왕 영용과 내무부 대신 김간이 총리 장의를 지냈고, 그해 12월 26일, 총관인 왕성전지에 의해 "저서는 비의 등급에 따라 종이로 된 조의를 만들고, 가짜 봉조관을 한개를 만들라." 라고 지시했다.
건륭 39년 1월 3일 《건륭제~가경년 첨감저서》에 "승건궁에는 주인이 없으니, 비어있는 궁의 예에 따라 흑탄 3근, 석탄 10근을 써서 태감에게 밥을 지어주다"라는 기록을 보아, 예비가 승건궁에 머물렀음을 알 수 있는 대목이다. 건륭 40년 10월 26일, 예비의 금관은 동릉으로 옮겨져, 10월 26일 청동릉의 성수욕비원침에 묻혔는데, 그 묘권은 앞줄 둘째 동수에서 두번째이며, 그 신위는 원침향전에 있다.

## 평론
《清實錄》에 수록된 예빈의 책문에 따르면, 당시의 보르지기트씨는 온순하고 단후한 여자로 불렸으며, 「승자안어선전(承慈顏於璇殿)」이라고 한다. 《皇朝文典》에 수록된 예비의 첫 제문과 2차 제문에 따르면, 건륭제는 역관이 번역한 문장을 볼줄 아는 명혜로운 여자로 기억된다. 어릴때부터 몽골에서 자랐지만, 여성이 해야할 여공을 알고 있었고, 방직과 봉제 등을 할 수 있다는 이유로 「금짜기의 교묘」, 「고치를 바치는 데 공을 들였던」의 시절을 그리워하게 했다.그녀는 또한 궁중의 직책을 성실히 담당하였는데, 「좌야는 난궁에 녹아든다」는 점에서 궁중의 명성이 높았다.

## 예비가 나온 영상매체
| 년도 | 제목   | 배우 | 극중 이름         | 극중 호칭   |
| ---- | ------ | ---- | ----------------- | ----------- |
| 2018 | 여의전 | 조가 | 박이제길특 액음주 | 예빈 → 예비 |